# Ceratinia tucumana
Ceratinia tucumana är en fjärilsart som beskrevs av Köhler 1929. Ceratinia tucumana ingår i släktet Ceratinia och familjen praktfjärilar. Inga underarter finns listade i Catalogue of Life.